# Doridicola similis
Doridicola similis is een eenoogkreeftjessoort uit de familie van de Rhynchomolgidae. De wetenschappelijke naam van de soort is voor het eerst geldig gepubliceerd in 2001 door Ho & I.H. Kim.